# ボデガス・ロペス・デ・エレディア
ボデガス・ロペス・デ・エレディア(Bodegas López de Heredia)は、ラ・リオハ州にあるスペインのワイナリーである。1877年に設立された。約420エーカーのブドウ畑を所有し、毎年25,000ケースのリオハ・ワインを生産している。リオハ地域の最も伝統的なワイナリーとして知られ、リオハの他の多くのワイナリーが使い始めていたフランス産の小さな樽の代わりに大きなアメリカ産のオーク樽を用い、白ワインも含め、レゼルバやグラン・レゼルバの最低基準をずっと超えた何十年間も販売前に熟成させている。
ショールームの入り口は、2006年にザハ・ハディドがワインデカンタのシンボルとして手がけた。
醸造しているワインのラベルには、以下がある。
- ヴィニャ・トンドニア (Viña Tondonia) : 赤ワイン、白ワイン、ロゼワイン
- ヴィニャ・ボスコニア (Viña Bosconia) : 赤ワイン
- ヴィニャ・クビージョ (Viña Cubillo) : 赤ワイン（クリアンサのみ）
- ヴィニャ・グラヴォニア (Viña Gravonia) : 白ワイン（クリアンサのみ）